# Форманіт
Форманіт (рос. форманит; англ. formanite; нім. Formanit m) — мінерал, танталовий аналог фергусоніту. Танталат ітрію і рідкісноземельних елементів координаційної будови.
Названий за прізвищем австралійського геолога Ф. Формена (F.G.Forman), H.Berman, C.Frondel, 1944.

## Опис
Хімічна формула: YTaO4.
Склад у % (з родов. Куклеґонґ, Зах. Австралія): YO3 — 23,0; Та2О5 — 55,5. Домішки: оксиди Ca, Mn, Ce, La, Dy, U, Ti, Nb та інш. При заміні танталу ніобієм мінерал переходить у фергусоніт.
Сингонія тетрагональна. Дипірамідальний вид. Утворює зерна неправильної форми. Густина 4,77-6,23. Тв. 5,5-6,75. Колір жовтий, бурий, чорний. Крихкий. Зустрічається у ґранітних пегматитах.

## Поширення
Розповсюджений в районі Куклеґонґа (Західна Австралія) в розсипах з каситеритом, монацитом, евксенітом і ґадолінітом та у родов. Ітербі (Швеція) в пегматитах з ксенотимом, біотитом та ін. мінералами. Інші знахідки: Кьонегсхаін (Оберлаузіц, ФРН), Арендаль і Гундголмен (Норвегія). Рідкісний.